# Liste des conseillers départementaux du Calvados
Pour un article plus général, voir Conseil départemental du Calvados.

## Composition du conseil départemental duCalvados(50 sièges)
| Parti                                  | Sigle | Élus |
| -------------------------------------- | ----- | ---- |
| Majorité (40 sièges)                   |       |      |
| Centristes et Indépendants             | -     | 24   |
| Les Républicains et apparentés         | LR    | 11   |
| Démocrate, Républicain et Progressiste | -     | 5    |
| Opposition (10 sièges)                 |       |      |
| Parti socialiste                       | PS    | 4    |
| Les écologistes                        | EELV  | 2    |
| Parti Communiste Français              | PCF   | 1    |
| Non inscrits                           |       | 3    |
| Président du conseil départemental     |       |      |
| Jean-Léonce Dupont                     |       |      |

## Liste des conseillers départementaux duCalvados2021-2028
| Canton                 | Conseillers               | Groupe politique | Groupe politique                       |
| ---------------------- | ------------------------- | ---------------- | -------------------------------------- |
| Bayeux                 | Jean-Léonce Dupont        |                  | Centristes et indépendants             |
| Bayeux                 | Mélanie Lepoultier        |                  | Centristes et indépendants             |
| Thue-et-Mue            | Philippe Laurent          |                  | Républicains et apparentés             |
| Thue-et-Mue            | Myriam Letellier          |                  |                                        |
| Cabourg                | Amandine d’Oléon          |                  | Républicains et apparentés             |
| Cabourg                | Emmanuel Porcq            |                  | Républicains et apparentés             |
| Caen-1                 | Ludwig Willaume           |                  | Républicains et apparentés             |
| Caen-1                 | Sophie Simonnet           |                  | Centristes et indépendants             |
| Caen-2                 | Patrick Jeannenez         |                  | Républicains et apparentés             |
| Caen-2                 | Marie-Christine Quertier  |                  | Démocrate, Républicain et Progressiste |
| Caen-3                 | Antoine Casini            |                  |                                        |
| Caen-3                 | Salyha Achouchi           |                  |                                        |
| Caen-4                 | Martine Kerguélen         |                  | Parti socialiste                       |
| Caen-4                 | Francis Joly              |                  | Les écologistes                        |
| Caen-5                 | Éric Vève                 |                  | Parti socialiste                       |
| Caen-5                 | Alexandra Beldjoudi       |                  | Les écologistes                        |
| Condé-en Normandie     | Régis Deliquaire          |                  |                                        |
| Condé-en Normandie     | Valérie Desquesne         |                  | Centristes et indépendants             |
| Courseulles-sur-Mer    | Carole Frugère            |                  |                                        |
| Courseulles-sur-Mer    | Cédric Nouvelot           |                  | Républicains et apparentés             |
| Évrecy                 | Florence Boulay           |                  | Démocrate, Républicain et Progressiste |
| Évrecy                 | Dominique Rose            |                  |                                        |
| Falaise                | Clara Dewaële             |                  | Centristes et indépendants             |
| Falaise                | Jean-Yves Heurtin         |                  |                                        |
| Hérouville-Saint-Clair | Elise Cassetto-Gadrat     |                  |                                        |
| Hérouville-Saint-Clair | Steve Lechangeur          |                  |                                        |
| Honfleur-Deauville     | Catherine Perchey         |                  |                                        |
| Honfleur-Deauville     | Michel Lamarre            |                  | Centristes et indépendants             |
| Ifs                    | Joël Jeanne               |                  |                                        |
| Ifs                    | Édith Heuzé               |                  | Parti socialiste                       |
| Lisieux                | Angélique Périni          |                  | Centristes et indépendants             |
| Lisieux                | Sébastien Leclerc         |                  | Centristes et indépendants             |
| Les Monts d'Aunay      | Christian Hauret          |                  | Centristes et indépendants             |
| Les Monts d'Aunay      | Stéphanie Leberrurier     |                  | Centristes et indépendants             |
| Livarot-Pays-d'Auge    | Vanessa Bonhomme Duchemin |                  |                                        |
| Livarot-Pays-d'Auge    | Olivier Anfry             |                  |                                        |
| Mézidon Vallée d'Auge  | Alexandra Marivingt       |                  |                                        |
| Mézidon Vallée d'Auge  | Xavier Charles            |                  | Centristes et indépendants             |
| Ouistreham             | Christine Even            |                  |                                        |
| Ouistreham             | Michel Fricout            |                  | Républicains et apparentés             |
| Pont-l'Évêque          | Audrey Gadenne            |                  | Centristes et indépendants             |
| Pont-l'Évêque          | Yves Deshayes,            |                  | MoDem                                  |
| Le Hom                 | Bruno François            |                  |                                        |
| Le Hom                 | Sylvie Jacq               |                  | Centristes et indépendants             |
| Trévières              | Patrick Thomines          |                  | Républicains et apparentés             |
| Trévières              | Patricia Gady-Duquesne    |                  | Centristes et indépendants             |
| Troarn                 | Angélique Lemière         |                  |                                        |
| Troarn                 | Ludovic Robert            |                  |                                        |
| Vire                   | Lucien Bazin              |                  | Démocrate, Républicain et Progressiste |
| Vire                   | Coraline Brison-Valognes  |                  | Démocrate, Républicain et Progressiste |

### Modifications pendant le mandat 2021-2027
- Canton de Cabourg : Béatrice Guillaume (LR) démissionne fin décembre 2023 et est remplacé par Amandine de Bonet d’Oléon (DVD)[2].

- Canton de Honfleur-Deauville : Colette Nouvel-Rousselot meurt en novembre 2024[5] et sa remplaçante Catherine Perchey[6] lui succède.

- Canton des Monts d'Aunay : Sylvie Lenourrichel, vice-présidente du conseil d épartemental, démissionne le 30 juin 2025[7] et est remplacée par Stéphanie Leberrurier[8].

- Canton de Pont-l'Évêque : Hubert Courseaux, réélu en 2024 et vice-président du conseil départemental, meurt le 4 août 2024. Son remplaçant Yves Deshayes, maire de Pont-l'Évêque, lui succède[4].

- Canton de Vire Normandie : démission de Marc Andreu Sabater en juillet 2024[9]. Il est remplacé par Lucien Bazin[10].

## Anciens conseillers généraux ou départementaux
(par ordre alphabétique)

### A
- Pascal Allizard  (1998-2014 Canton de Condé-en-Normandie) ;
- Marc Andreu Sabater (2001-2024 Canton de Vire Normandie) ;
- Bernard Aubril (1992-2015 : canton de Lisieux-1 ; 2015-2021 : canton de Lisieux) ;
- Coralie Arruego (2015-2021 : canton de Troarn) ;

### B
- Guy Bailliart (1998-2015 : canton de Falaise-Nord) ;
- Patrick Beaujan (2001-2015) : canton d'Orbec) ;
- Michel Bénard (2001-2015 : canton de Saint-Pierre-sur-Dives) ;
- Erwann Bernet (2016-2021 : canton d'Hérouville-Saint-Clair) ;
- Louise Boitard épouse Gille (dite Jeanine Boitard) (1971-1979 : canton de Bourguébus[11]) ;
- Jean Boivin-Champeaux (1927-1954) ;
- Marc Bourbon (2015-2021 : canton d'Évrecy) ;
- François de Bourgoing (2001-2015 : canton de Ryes);
- Philippe de Bourgoing (1964-2001 : Canton de Ryes);
- Paul Chandelier[12] (2001-2021 : canton du Hom) ;

### C
- Napoléon-Joseph de Colbert-Chabanais (né en 1805, mort en 1883)[réf. nécessaire] ;
- Hubert Courseaux (2015-2024) (canton de Pont-l'Évêque - mort en fonction)
- Jean-Yves Cousin (1988-1994 et 2001-2002 : canton de Vire) ;
- Raymond Coustant d'Yanville (1913-1919 : Canton de Dozulé) ;

### D
- Alain Declomesnil (1998-22015 : canton du Bény-Bocage) ;
- Yves Deshayes (1998-2015 : canton de Pont-l'Évêque) ;
- Gilles Déterville (1994-2015 : canton de Caen-9 et 2015-2021 : canton de Caen-4) ;
- Christine Durand (2015-2021 : canton de Courseulles-sur-Mer) ;
- Philippe Duron (1998-2001 : canton de Caen-2) ;

### F
- André Fanton (1985-2004 : canton de Lisieux-3) ;
- Corinne Féret (2015-2021 : canton de Caen-4) ;
- Jean-Claude Fissoun (1976-1979 : canton de Troarn) ;

### G
- Henri Girard (1982-2015 : canton d'Évrecy) ;
- Catherine Gourney-Leconte (2014-2015 : canton de Saint-Sever-Calvados) ;
- Sylvie Grandin (2014-2015 : canton de Lisieux-3) ;
- Michel Granger (1994-2015 : canton de Balleroy) ;
- Béatrice Guillaume (2015-2023 : canton de Cabourg)[2]

### H
- Robert Halley (1991-2004 : canton de Livarot-Pays-d'Auge) ;
- Bertrand Havard (2015-2021 : canton d'Ifs) ;
- Claude Hamelin (1998-2015 : canton des Monts d'Aunay) ;

### K
- Philippe Kieffer (1945-1946 : canton d'Isigny-sur-Mer) ;

### L
- Brigitte Le Brethon (1982-1998 : canton de Caen-4) ;
- Virginie Le Dressay (2015-2021 : canton de Mézidon Vallée d'Auge) ;
- Jean-Marc Lefranc (2001-2002 : canton d'Isigny-sur-Mer) ;
- Jean-Pierre Lavisse (2004-2015 : canton de Creully) ;
- André Ledran (1982-2015 : canton d'Ouistreham);
- Thierry Legouix (2011-2015 : canton de Caen-5) ;
- Jacky Lehugeur (2004-2015 : canton de Bretteville-sur-Laize) ;
- Louis Lelong[13] (2002-2015 : canton d'Isigny-sur-Mer) ;
- Jean Lemarié (2011-2015 : canton de Caen-1) ;
- Sylviane Lepoittevin (2015-2021 : canton d'Hérouville-Saint-Clair) ;
- Claude Leteurtre (2015-2021 : canton de Falaise) ;
- Philippe Livry-Level (1945-1951 : canton de Tilly-sur-Seulles) ;
- Jean-Marie Louvel (1961-1970 : canton de Caen-1 ;

### M
- Xavier Madeleine (2008-2015 : canton de Cabourg) ;
- Ernest Manchon (1904-1925 : canton de Mézidon Vallée d'Auge) ;
- Jean Manchon  (1988-2001 : canton de Mézidon Vallée d'Auge) ;
- Marie-Odile Marie (2008-2015 : Canton de Villers-Bocage) ;
- Véronique Martinez (2015-2021 : canton de Thue et Mue) ;
- Véronique Maymaud (2015-2021 : canton de Livarot-Pays-d'Auge) ;
- Louis Mexandeau (1973-1982 : canton de Caen-2, 1982-1985 : canton de Caen-3 et 1985-188 : canton de Caen-5);
- Régine Michel (2014-2015 : canton de Mézidon Vallée d'Auge ;
- Maryvonne Mottin (2008-2015 : canton de Douvres-la-Délivrande) ;

### N
- Jean Notari (1988-2011 : canton de Caen-3) ;
- Colette Nouvel-Rousselot (2015-2024 : canton de Honfleur-Deauville - morte en fonction) ;

### P
- Alexandra Patard (2014-2015 : Canton de Condé-en-Normandie) ;
- Maurice Piard (1973-1998 : Canton de Condé-en-Normandie) ;
- Christian Piélot (1994-2021 : Canton de Troarn) ;

### O
- Anne d’Ornano (1991-2015 : Canton de Trouville-sur-Mer) ;
- Michel d'Ornano (1976-1991 : Canton de Trouville-sur-Mer) ;

### Q
- Olivier Quesnot (2001-2015 : Canton de Tilly-sur-Seulles) ;

### R
- Jules Radulph (1934-1940 : Canton de Condé-en-Normandie) ;
- Pierre Rauline : (1925-1940 : Canton de Trévières) ;
- Marcel Restout (1958-2001 : Canton de Saint-Sever-Calvados) ;
- Jean-Pierre Richard[14] (2008-2015 : Canton de Trévières) ;
- Michel Roca (2015-2021 Canton de Condé-en-Normandie) ;
- Yves Rondel[15] (2008-2014 : Canton de Saint-Sever-Calvados) ;
- Raoul des Rotours de Chaulieu (1845-1846 et 1848-1852 : Canton de Saint-Sever-Calvados) ;

### S
- Francis Saint-Ellier (1982-1993 : Canton de Caen-6 et 1993-2008 : Canton de Caen-8) ;
- Louis de Saint-Pierre (1864-1890 : Canton des Monts d'Aunay) ;
- Louis Savare (1904-1907 : Canton de Caen-Est) ;
- Raymond Slama (2004-2015 : Canton de Caen-10) ;
- François Solignac-Lecomte : 1985-1998 : Canton de Caen-3) ;
- Olivier Stirn (1970-1988 et 1994-2001 : Canton de Vire Normandie) ;
- Henri Spriet (1943-1945 :  Canton de Caen-Est) ;
- Jézabel Sueur (2015-2021 : Canton de Caen-5) ;

### T
- Paul-Louis Target (1848-1852 : Canton de Lisieux-2) ;
- Louis Tesnière (1929-1940 et 1945-1970 : Canton de Douvres-la-Délivrande) ;
- Paul Tesnière (1899-1929 : Canton de Douvres-la-Délivrande) ;
- Rodolphe Thomas (2015-2016 : Canton d'Hérouville-Saint-Clair) ;
- Raymond Triboulet (1958-1993 : Canton de Tilly-sur-Seulles) ;
- Gérard Triboulet (1973-1976 :  Canton de Tilly-sur-Seulles) ;
- Michel Triqueneaux (1985-1998 :  Canton de Lisieux-2) ;
- Claire Trouvé (2015-2021 : Canton d'Ouistreham) ;

### V
- Philippe Vacher (1981-1982 : Canton de Lisieux-2) ;
- Clotilde Valter (2004-2015 : Canton de Lisieux-2) ;

### Y
- Stéphanie Yon-Courtin (2015-2021 : Canton de Caen-2).